# Arterite granulomatosa
L'arterite granulomatosa è una forma di infiammazione di arterie caratterizzata da un ictus successivo di giorni o mesi alla comparsa di un'anomalia dermatologica, quale lo zoster in un preciso punto del corpo.

## Epidemiologia
Colpisce prevalentemente i maschi in età sopra la sesta decade.

## Sintomatologia
I sintomi si presentano come manifestazioni psichiche e neurologiche anomale.

## Eziologia
Tale condizione viene causata dal herpes zoster localizzata nel territorio di distribuzione del nervo del trigemino controlaterale.

## Cause di morte
In tali casi la percentuale di morte nei soggetti viene attestata sul 25%.